# Mammea yunnanensis
Mammea yunnanensis là một loài thực vật có hoa trong họ Calophyllaceae. Loài này được (H.L. Li) Kosterm. mô tả khoa học đầu tiên năm 1956.